# 埃伦茨
埃伦茨是德国莱茵兰-普法尔茨州的一个市镇。总面积5.95平方公里，总人口416人，其中男性210人，女性206人（2011年12月31日），人口密度70人/平方公里。